# ماهی‌خورک درختزار
ماهی‌خورک درختزار (نام علمی: Halcyon senegalensis) نام یک گونه از تیره ماهی‌خورک‌های رودخانه‌ای است.